# Tomás Sánchez
Tomás Sánchez, italianizzato in Tommaso Sanchez (Cordova, 1550 – Granada, 19 maggio 1610), è stato un gesuita e giurista spagnolo.

## Biografia
Nel 1567 entrò nella Compagnia di Gesù. La sua prima domanda era stata rifiutata perché aveva difficoltà a parlare; tuttavia, dopo aver pregato davanti a un dipinto della Madonna venerata a Cordova per la liberazione di questo difetto, la sua richiesta fu concessa. Per i primi tempi tenne la carica di maestro dei novizi a Granada.
Gran parte del suo tempo fu dedicato alla composizione delle sue opere. Morì di una infiammazione al petto. I suoi contemporanei attestano la sua energia e la perseveranza con cui ha lavorato per perfezionare il suo noviziato fino alla sua morte: il suo zelo a fare penitenza avrebbe eguagliato quello dei primi eremiti e, secondo il suo direttore spirituale, conservò la sua innocenza battesimale alla tomba. 
Luis de la Puente, rettore dell'Università di Granada e poi dichiarato "venerabile", attesta la santità di Sánchez, in una lettera a Francisco Suárez, una cui traduzione è conservata nella Biblioteca reale del Belgio a Bruxelles.

## Opera
Uno dei suoi punti di interesse dottrinario fu quello di porsi dal punto di vista dei diritti paritari dell'uomo e della donna nella vita coniugale, frequentando dei medici che avevano impostato il modello ippocratico; capì così che nella relazione fisica gli uomini e le donne hanno non solo delle sessualità differenti, che quindi non possono essere ridotti allo schema galenico (per cui l'uomo è il rovescio della donna e la donna è il rovescio dell'uomo), e che la relazione tra i coniugi, avendo tempi e sensibilità differenti, doveva essere organizzata in modo tale che gli uomini dovevano cominciare a porsi il problema delle loro compagne per fare sì che con il loro comportamento esse arrivassero allo stesso orgasmo che doveva essere precondizione della generazione. 
L'opera Tractus sancto de matrimonio fu messa all'indice nel 1627 soprattutto a causa della disputatio De debito coniugali. La reazione ecclesiastica verteva sul ruolo dell'autorità pontificia in relazione alla validità del matrimonio in presenza o assenza di prole. La fortuna di quest'opera si deve attribuire in definitiva non solo alla pura dottrina giuridica, bensì anche alle numerose pagine dedicate, direttamente o indirettamente, alla sfera intima nell'ambito matrimoniale.

Dal problema per il quale quando una donna non riesce ad arrivare all'orgasmo tramite penetrazione Sánchez disse che la relazione aveva bisogno della tenerezza, attraverso la carezza in generale, fino alla carezza della clitoride, cosa proibita all'epoca. Quindi un coito riservato, che si concede alla penetrazione solo alla fine di un percorso di tenerezza.